# プレス金型取替作業者
プレス金型取替作業者（プレスかながたとりかえさぎょうしゃ）とは、動カプレスの金型等の取付け、取外し又は調整の業務に係る特別教育を修了した者。

## 概要
- 動力により駆動されるプレス機械の金型、シヤーの刃物又はプレス機械若しくはシヤーの安全装置若しくは安全囲いの取付け、取外し又は調整の業務

## 受講資格
- 満18歳以上

## 特別教育
- 各事業所（企業等）や都道府県労働局長登録教習機関により行われる。
- 安全衛生特別教育規程（昭和47年労働省告示第92号）で規定された履修時間は10時間（以上）となっている。

### 講習科目
- 学科

1. プレス機械又はシヤー及びこれらの安全装置又は安全囲いに関する知識
2. プレス機械又はシヤーによる作業に関する知識
3. プレス機械の金型、シヤーの刃部又はプレス機械若しくはシヤーの安全装置若しくは安全囲いの点検、取付け、調整等に関する知識
4. 関係法令

- 実技

1. プレス機械の金型、シヤーの刃部又はプレス機械若しくは、シヤーの安全装置若しくは安全囲いの点検、取付け、取外し及び調整

## プレス機械
- 動力プレスとシャー（機械プレス、油圧プレス、プレスブレーキ、パンチング、シャー）